# Kondo Isami
Kondō Isami (Chofu, 9 de novembro de 1834 – Itabashi, 17 de maio de 1868) foi um samurai japonês. Ficou famoso por ter sido comandante da antiga polícia especial da Era Edo, Shinsengumi.